# Unsere Farm in Irland
Unsere Farm in Irland ist eine deutsche Fernsehserie, die von der Bavaria Fernsehproduktion GmbH produziert und im ZDF ausgestrahlt wurde.
Die seit 2007 veröffentlichten acht Episoden handeln von dem Herzchirurgen Dr. Martin Winter, der nach dem Tod seiner Frau Sonja mit seinen drei Töchtern nach Irland auswandert, um dort als Landarzt zu arbeiten. Der um die Liebe zur Schafzüchterin Erin O’Toole bereicherte Neuanfang verhilft der Familie zu neuem Lebensmut.
In vier Episoden führte Karola Meeder Regie, während Hans-Jürgen Tögel für zwei Folgen und Karl Kases sowie Christoph Klünker für jeweils eine Folge verantwortlich zeichneten.

## Handlung
Nach dem Unfalltod seiner ersten Frau reist der Berliner Herzchirurg Dr. Martin Winter zusammen mit seinen drei Töchtern Marie, Elisabeth und Paula in das irische Dorf Ballymara, um die Schwiegereltern Peter und Anne O’Mally auf ihrer Schaffarm zu besuchen. Die Familie ist bemüht, den Verlust der Mutter zu überwinden, und erhofft sich außerdem für die an Asthma leidende jüngste Tochter Paula eine Linderung ihrer Krankheit. Als der ortsansässige Landarzt Dr. Lucius McNamara einen Schlaganfall erleidet, übernimmt Martin dessen Vertretung. Mit mutigen Rettungseinsätzen gewinnt er allmählich das Vertrauen der Einwohner und erhält wenig später das Angebot, die Praxis dauerhaft zu führen. Nach anfänglicher Skepsis und aufreibenden Diskussionen im Familienkreis beschließt er, seine Karriere in Deutschland zu beenden und nach Irland auszuwandern. Die Abkehr vom großstädtischen Leben wird nicht zuletzt durch die wachsende Zuneigung zur Schafzüchterin Erin O’Toole erleichtert, die die Farm der Schwiegereltern gepachtet hat. Seine älteste Tochter Marie fühlt sich hingegen vom Vater unverstanden und kehrt nach Berlin zurück.
Nach den ersten Monaten in der neuen Heimat macht Martin Erin einen Heiratsantrag, den sie annimmt, obwohl sie formal noch mit dem seit Jahren im Ausland lebenden Kriegsreporter Christoph Lanik verheiratet ist. Dessen plötzliche Rückkehr nach Ballymara, berufliche Schwierigkeiten infolge einer Fehldiagnose des in die Praxis zurückgekehrten McNamara sowie andauernde Konflikte mit seinen beiden Töchtern setzen allen Beteiligten zu. Schließlich findet die Hochzeit auf
Abbey Island, der Insel von Erins Tante Rebecca, statt. Auch Marie, die ihr Biologiestudium abgebrochen hat, weilt wieder im Kreise der Familie, verweigert Erin aber jegliche emotionale Nähe. Darüber hinaus liegt Erin mit dem verwitweten und aggressiven Nachbarn Jack Stratton im Streit um die Rechte am Weideland.
Weitere Schicksalsschläge im familiären und freundschaftlichen Umfeld wie der Tod von Tante Rebecca begleiten in der Folge den Ehealltag von Martin und Erin. In Erwartung eines Kindes bekommt Erin zunehmend Probleme, ihre beruflichen Verpflichtungen auf der Farm mit der Schwangerschaft in Einklang zu bringen. Querelen mit Martins beiden älteren Töchtern werden alsbald von großen Sorgen um die Gesundheit des ungeborenen Kindes überschattet. Nach der Geburt widmet sich Erin mit übermäßiger Intensität ihrer Tochter Sarah. Sowohl ihre beiden Stieftöchter als auch Martin fühlen sich zurückgesetzt, wodurch die Beziehung in eine ernste Krise gerät.

## Episoden
| Nr. | Titel                 | Erstausstrahlung  | Einschaltquoten    |
| --- | --------------------- | ----------------- | ------------------ |
| 1   | Wolken über der Küste | 28. Oktober 2007  | 6,21 Mio. / 16,8 % |
| 2   | Neue Zeiten           | 4. November 2007  | 6,21 Mio. / 16,5 % |
| 3   | Liebe meines Lebens   | 22. Februar 2009  | 5,53 Mio. / 15,6 % |
| 4   | Eifersucht            | 1. März 2009      | 5,50 Mio. / 14,9 % |
| 5   | Neues Leben           | 31. Januar 2010   | 5,55 Mio. / 14,6 % |
| 6   | Liebeskarussell       | 21. Februar 2010  | 6,02 Mio. / 16,0 % |
| 7   | Tanz auf dem Vulkan   | 31. Oktober 2010  | 5,14 Mio. / 14,7 % |
| 8   | Rätselraten           | 14. November 2010 | 5,18 Mio. / 14,0 % |

Die ersten beiden Folgen strahlte das ZDF am 8. und 15. August 2010 als Wiederholung aus. Die ersten sechs Folgen wurden vom ZDF im August und September 2012 wiederholt.

## Drehorte

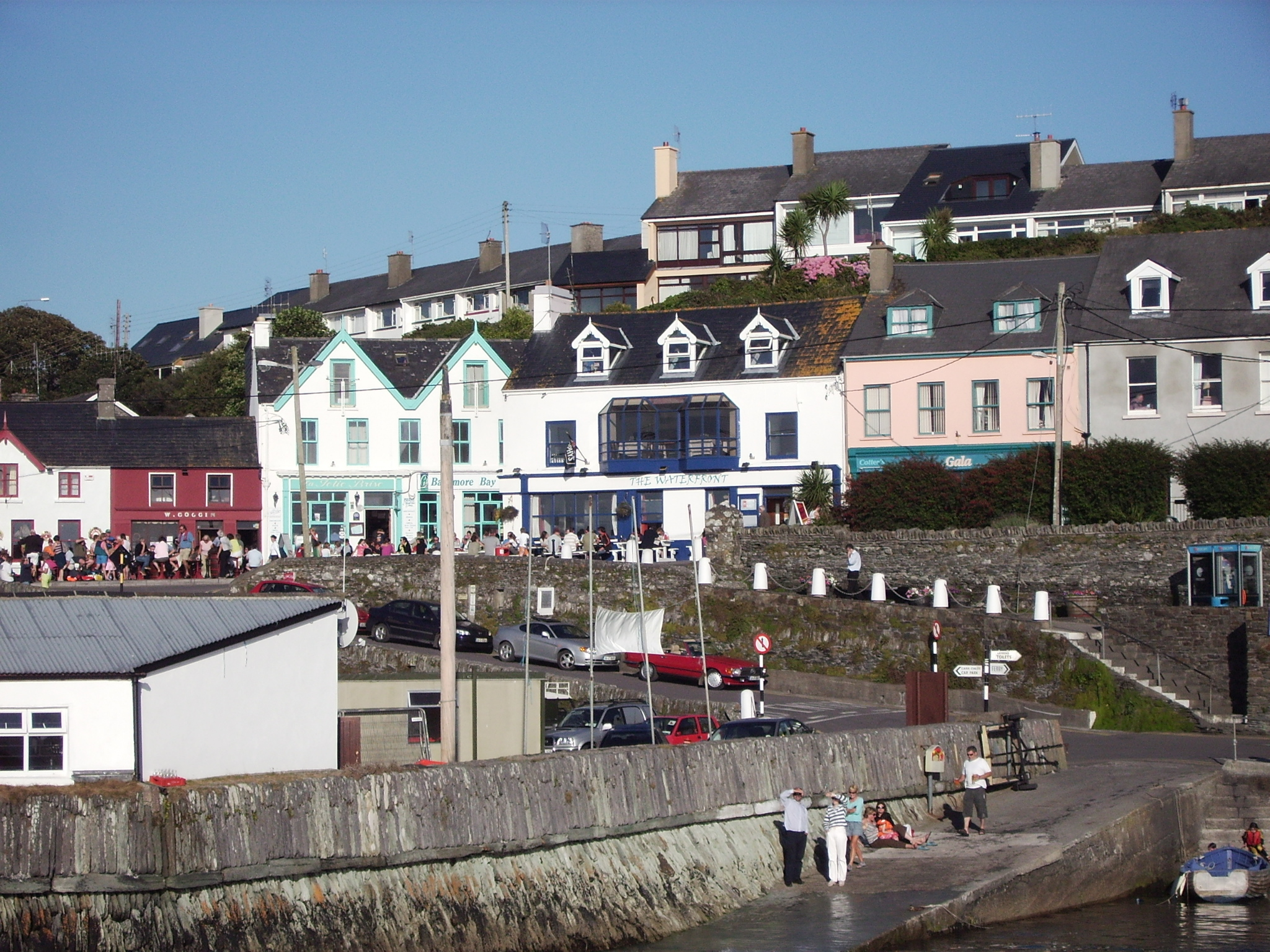
Baltimore, August 2005

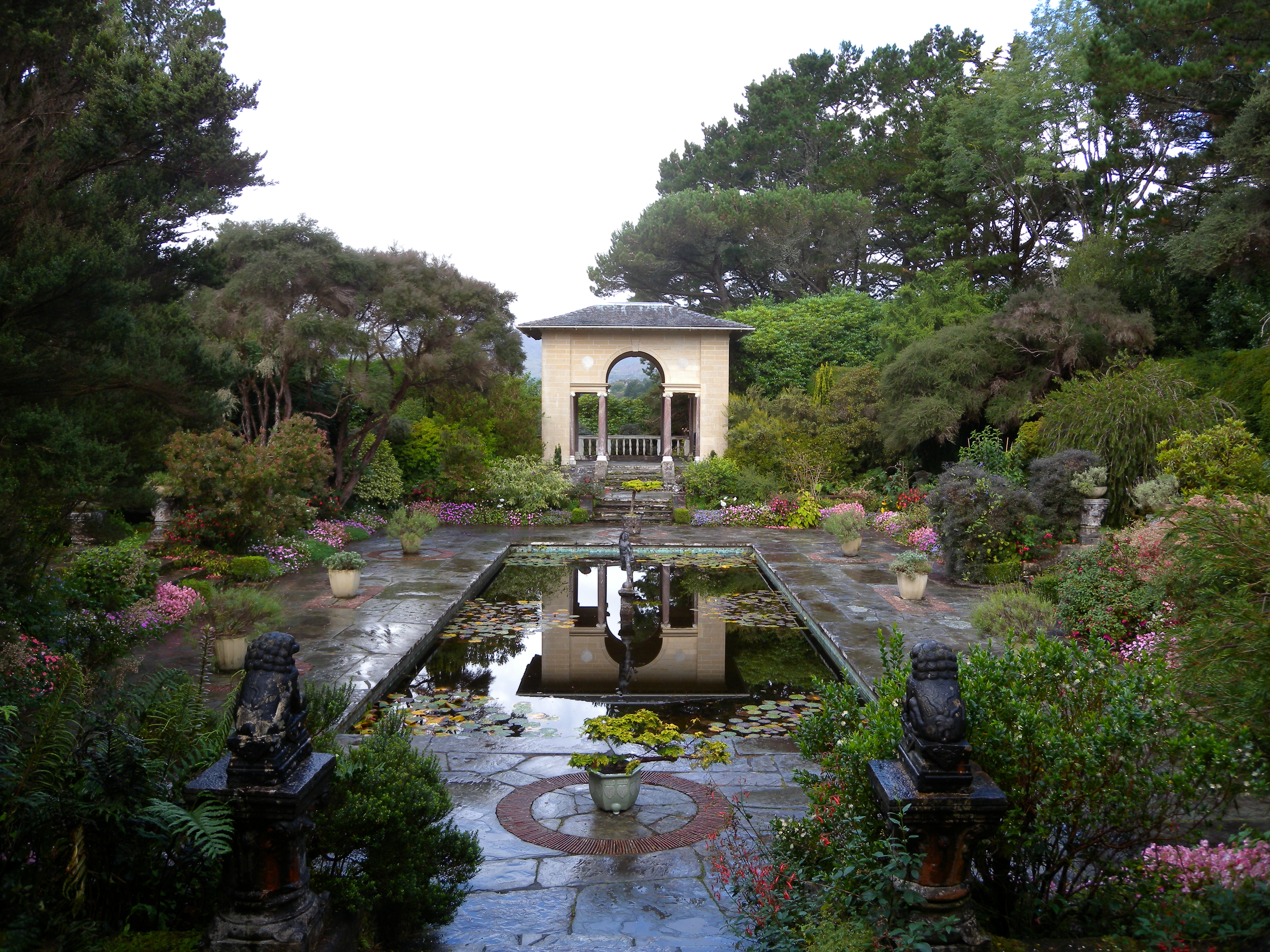
Garinish Island, August 2009

Die meisten Aufnahmen der Serie entstanden in der Grafschaft Cork im Südwesten Irlands entlang der Nationalstraße N71 zwischen Killarney und der Großstadt Cork. Die Farm des Ehepaars Peter und Anne O’Mally liegt nahe der fiktiven Ortschaft Ballymara, für die der Ort Baltimore im Südwesten der Grafschaft als Schauplatz fungierte. Weitere Dreharbeiten fanden in Skibbereen, Glandore, Enniskeane, Clonakilty, Timoleague, Courtmacsherry, Kinsale und Cork statt.
Die Parkanlagen mit Teich und italienischem Garten auf der von Erins Tante Rebecca geerbten und im Film als Abbey Island bezeichneten Insel befinden sich auf Garinish südlich von Glengarriff.
Für das im Film von Matthew McGallagher und seiner Mutter Ellen bewohnte Herrenhaus diente das Bantry House oberhalb der Bantry Bay als Kulisse.
Aufnahmen hoher Klippen mit grünen Wiesen stammen unter anderem aus Dunmore in der Grafschaft Waterford.

## DVD-Veröffentlichungen
Universum Film brachte 2011 die ersten beiden Episoden von Unsere Farm in Irland: Wolken über der Küste und Neue Zeiten heraus. Unsere Farm in Irland – Box 2 mit den Folgen Liebe meines Lebens und Eifersucht erschien am 5. August 2011. Am 7. Oktober 2011 erschien Unsere Farm in Irland – Box 3 mit den Folgen Neues Leben und Liebeskarussell. Am 9. Dezember 2011 erschien Unsere Farm in Irland – Box 4 mit den Folgen Tanz auf dem Vulkan und Rätselraten.

## Kritiken
Das Lexikon des Internationalen Films spricht von „stereotyper (Fernseh-)Unterhaltung, die die immer gleichen Geschichten um Herz, Schmerz und Familienproblemchen in die reizvolle Landschaft der südirischen Küste einbettet“ und bezeichnet die Fernsehfilmreihe zudem als „seichte, problemüberfrachtete (Fernseh-)Kost auf den Pfaden der Pilcher- und Lindström-Manie“.
Quotenmeter.de urteilt über die fünfte Episode Neues Leben: „Ob Rosamunde Pilcher, Inga Lindström oder Traumschiff, Titel sind austauschbar, das Grundgerüst bleibt. Man nehme eine romantische Storyline, verbindet sie mit traumhaften Kulissen, soaperfahrenen Schauspielern und würze das Ganze mit einer Prise Dramatik. […] Bis auf ein paar Ausnahmen machen zumindest die Schauspieler eine recht gute Figur und füllen ihre Klischee beladenen Figuren mit bestmöglicher Authentizität.“
Ähnlich bewertet Tittelbach.tv die siebte Folge Tanz auf dem Vulkan: „Unsere Farm in Irland – das ist Fernsehen in der Tradition der Schwarzwaldklinik. Da werden problemlos Probleme angehäuft, um sie am Ende ebenso problemlos zu lösen. […] Trotz der lebensbedrohlichen, schicksalsträchtigen Ereignisse plätschert Hans-Jürgen Tögels Film im 80er-Jahre-Familienserien-Stil dahin. […] Von einer sinnlichen Umsetzung in einer dramaturgischen Form, wie sie den Unterhaltungsfilmstandards des Jahres 2010 entspricht, spürt man im Drehbuch allerdings nichts. Das Einzige, was diesen Film zusammenhält, ist die Präsenz des Schauplatzes Irland.“